# Un tournage en enfer : Au coeur d'Apocalypse Now
 (octobre 2024).
Un tournage en enfer : Au cœur d’Apocalypse Now,  est une bande dessinée pour adolescent et adulte de l'auteur Florent Silloray. Contant les aventures vraies du tournage du film de Francis Ford Coppola, Apocalypse Now notamment liée au problèmes du tournage aux Philippines,,. 
Un tournage en enfer : Au cœur d’Apocalypse Now a été publié et édité pour la première fois en France par Florent Silloray en 2023, et par Casterman en 2023 en France.

## Résumé
Les mésaventures du tournage de Apocalypse Now… Avec l’infarctus d’un des acteurs, drogue du réalisateur, maladie liée à la santé tropical etc.. 

## Personnages

### Francis Ford Coppola
Francis Ford Coppola en 1970 il est un jeune réalisateur, producteur de cinéma et scénariste américain. Francis Ford Coppola sera  considéré plus tard comme l'un des plus grands réalisateurs de tous les temps.

## Analyse
Le livre nous montre du point de vue de l’auteur le tournage des années 1970 du film Hollywoodien comment les personnages compare t’il la nostalgie du tournage de 18 mois.